# Pilot Pen Tennis 2009

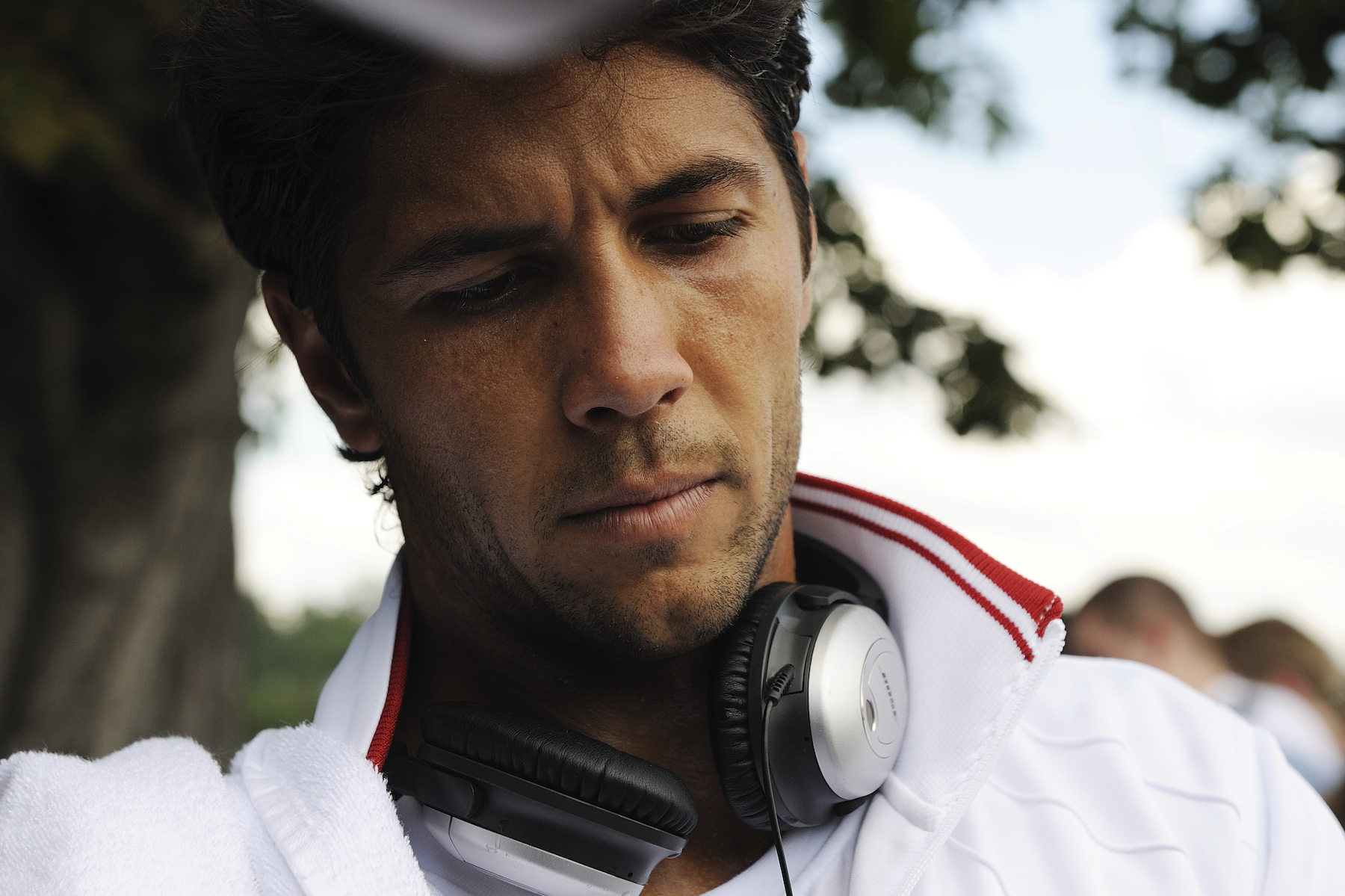
Чемпион одиночного турнира — испанец Фернандо Вердаско

Pilot Pen Tennis 2009 — ежегодный профессиональный теннисный турнир в серии ATP 250 для мужчин и WTA Premier для женщин. Турнир игрался с 21 по 29 августа. Из-за проливных дождей часть матчей прошла в зале.
Прошлогодние победители турнира:
- в мужском одиночном разряде —  Марин Чилич
- в женском одиночном разряде —  Каролина Возняцки
- в мужском парном разряде —  Марсело Мело и  Андре Са
- в женском парном разряде —  Квета Пешке и  Лиза Реймонд

## US Open Series

### Мужчины
К шестой соревновательной неделе борьба за бонусные призовые выглядела следующим образом:
| Место | Игрок                  | Турниров 1 | Побед | Очков |
| ----- | ---------------------- | ---------- | ----- | ----- |
| 1     | Энди Маррей            | 2          | 1     | 145   |
| 2     | Хуан Мартин дель Потро | 2          | 1     | 140   |
| 3     | Сэм Куэрри             | 3          | 1     | 130   |
| 4     | Роджер Федерер         | 2          | 1     | 125   |
| 5     | Новак Джокович         | 2          | -     | 95    |
| 6     | Энди Роддик            | 2          | -     | 90    |
| 7-8   | Робби Джинепри         | 1          | 1     | 70    |
| 7-8   | Рафаэль Надаль         | 2          | -     | 70    |
| 9     | Джон Изнер             | 3          | -     | 65    |
| 10-11 | Карстен Болл           | 1          | -     | 45    |
| 10-11 | Жо-Вильфрид Тсонга     | 1          | -     | 45    |

* — Золотым цветом выделены участники турнира.
1 — Количество турниров серии, в которых данный участник достиг четвертьфинала и выше (Premier) или 1/8 финала и выше (Premier 5 и Premier Mandatory)

### Женщины
К пятой соревновательной неделе борьба за бонусные призовые выглядела следующим образом:
| Место | Игрок            | Турниров 1 | Побед | Очков |
| ----- | ---------------- | ---------- | ----- | ----- |
| 1     | Елена Дементьева | 3          | 1     | 170   |
| 2     | Елена Янкович    | 3          | 1     | 140   |
| 3     | Флавия Пеннетта  | 2          | 1     | 115   |
| 4     | Мария Шарапова   | 3          | -     | 110   |
| 5     | Саманта Стосур   | 3          | -     | 95    |
| 6     | Серена Уильямс   | 3          | -     | 75    |
| 7-8   | Марион Бартоли   | 1          | 1     | 70    |
| 7-8   | Динара Сафина    | 1          | -     | 70    |
| 9     | Винус Уильямс    | 2          | -     | 60    |
| 10-11 | Вера Звонарёва   | 3          | -     | 45    |
| 10-11 | Алиса Клейбанова | 1          | -     | 45    |

* — Золотым цветом выделены участники турнира.
1 — Количество турниров серии, в которых данный участник достиг четвертьфинала и выше (Premier) или 1/8 финала и выше (Premier 5 и Premier Mandatory)

## Соревнования

### Мужчины. Одиночный турнир
Фернандо Вердаско обыграл  Сэма Куэрри со счётом 6-4, 7-6(6)
- Вердаско выигрывает первый титул в году.
- Куэрри проигрывает 4й финал в году.

### Женщины. Одиночный турнир
Каролина Возняцки обыграла  Елену Веснину со счётом 6-2, 6-4
- Возняцки выигрывает третий титул в году.
- Веснина уступает второй финал в году.

### Мужчины. Парный турнир
Юлиан Ноул /  Юрген Мельцер обыграли  Бруно Соареса /  Кевина Улльетта со счётом 6-4, 7-6(3)
- Австрийский дуэт выигрывает первый турнир в году.
- Дуэт Соарес/Ульетт проигрывает первый турнир в году.

### Женщины. Парный турнир
Нурия Льягостера Вивес /  Мария Хосе Мартинес Санчес обыграли  Ивету Бенешову /  Луцию Градецку со счётом 6-2, 7-5.
- Испанский дуэт выигрывает 6й турнир в году.
- Бенешова проигрывает третий финал в году.
- Градецка проигрывает первый финал в году.